# Strupec (obwód Wraca)
Strupec (bułg. Струпец) – wieś w północnej Bułgarii, w obwodzie Wraca, w gminie Roman. Według danych Narodowego Instytutu Statystycznego w Bułgarii, 31 grudnia 2011 roku wieś liczyła 342 mieszkańców.

## Historia
Przeszłość wsi jest mało znana. Badania, które zostały dokonane na terenach Strupca, wskazują, że istniało tu życie od czasów starożytnych. Domniemywa się, że na terenach dzisiejszej wsi żyło wiele plemion, które nie zostawiły po sobie żadnych pamiątek. Istnieje jedynie miejscowa legenda, która opowiada, że Trakowie pozostawili niezliczone bogactwa ukryte pod ziemią lub w jaskiniach.

## Zabytki
- monaster św. Eliasza, znany jako Tyrżyski,
- ruiny rzymskiej twierdy Winograd.

## Znane osoby
- Geno Dimitrow – rewolucjonista.